# 瑞秋·史蒂芬斯
瑞秋·劳伦·史蒂芬斯（Rachel Lauren Stevens，1978年4月9日—）是英国女歌手、电视人、演员和商人，也是1999至2003年流行组合七小龙成员。2014年，英国杂志《男人装》将她评为“史上最性感女人”。